# The Spoiler
The Spoiler è un album di Stanley Turrentine, pubblicato dalla Blue Note Records nel 1967. Il disco fu registrato il 22 settembre 1966 al "Rudy Van Gelder Studio" di Englewood Cliffs, New Jersey (Stati Uniti).

## Tracce
Lato A
1. The Magilla – 6:05 (Duke Pearson)
2. When the Sun Comes Out – 6:00 (Harold Arlen, Ted Koehler)
3. La fiesta – 5:00 (Armando Boza)

Lato B
1. Sunny – 7:20 (Bobby Hebb)
2. Theme from "The Oscar" (Maybe September) – 4:45 (Jay Livingston, Raymond Evans, Percy Faith)
3. You're Gonna Hear from Me – 5:20 (André Previn)

Edizione CD del 1996, pubblicato dalla Blue Note Records
1. The Magilla – 6:05 (Duke Pearson)
2. When the Sun Comes Out – 6:01 (Harold Arlen, Ted Koehler)
3. La fiesta – 5:04 (Armando Boza)
4. Sunny – 7:23 (Bobby Hebb)
5. Maybe September (Theme from "The Oscar") – 4:45 (Jay Livingston, Raymond Evans, Percy Faith)
6. You're Gonna Hear from Me – 5:18 (André Previn)
7. Lonesome Lover – 4:38 (Max Roach) – Bonus track

## Musicisti
- Stanley Turrentine  - sassofono tenore
- Blue Mitchell  - tromba
- Julian Priester  - trombone
- James Spaulding  - sassofono alto, flauto
- Pepper Adams  - sassofono baritono
- McCoy Tyner  - pianoforte
- Bob Cranshaw  - basso elettrico
- Mickey Roker  - batteria
- Joseph Rivera  - shakers, tamburello (brani : A1, A3 & B1)
- Duke Pearson  - arrangiamenti